# 前曹庄村 (兖州市)
前曹庄村，中国山东省济宁市兖州市漕河镇所辖的一个行政村，位于该镇东北部。西曹庄西邻大厂村，北邻西曹庄村，东邻大安镇，南邻东小厂村、西小厂村。因该地有寇准在此设阴曹村审潘仁美的传说，得名曹庄。曹庄一分为三后，该村居南，故名前曹庄。面积0.41平方公里(616亩)，总人口538。邮编272113。行政区划代码370882107208。